# Bonfire (gruppo musicale)
I Bonfire sono un gruppo heavy metal tedesco, fondato nel 1985 da ex membri dei Cacumen.

## Storia del gruppo
I Bonfire nascono nel 1972 come Cacumen e nel 1986 cambiano nome appena prima della pubblicazione del loro disco d'esordio Don't Touch the Light, che utilizzava gli standard hard rock degli Scorpions rivitalizzandoli in chiave class metal.
Il secondo lavoro uscì già nel 1987, si chiamava Fireworks e si avvalse della produzione di Michael Wagener e del contributo nel songwriting di Desmond Child, Jack Ponti e Joe Lynn Turner. Il disco fu molto gradito dai rockers di mezzo mondo, tanto che raggiunse le 100 000 copie vendute, e vide la band impegnata in una parte del tour 1988 dei Judas Priest. Il nuovo batterista della band è Edgar Patrik, proveniente dai Samson.
Nel 1989 uscì su major il terzo disco Point Blank che confermò il livello qualitativo della band. Sempre in questo anno, i Bonfire parteciparono alla colonna sonora del film di Wes Craven Sotto Shock, con la canzone "Sword and Stone", scritta a quattro mani da Desmond Child e Paul Stanley.
Dal 1991 in poi la band produsse album qualitativamente minori, come il successivo Knock Out, prodotto da Reinhold Mack le cui vendite si attestarono intorno alle 60 000 copie e Lessman e Ziller, quando pubblicarono il disco Feels Like Coming Home nel 1996 con 10 000 copie vendute Questa tradizione verrà interrotta nel 2001 con l'uscita di Strike Ten.
Nel 2002 pubblicarono la raccolta 29 Golden Bullets ed il doppio live album Live Over Europe. La band pubblicò il nuovo album Double X nell'aprile 2006; i componenti erano: Claus Lessmann e Hans Ziller assieme al chitarrista Chris Limburg, il bassista Uwe Koehler ed il batterista Juergen Wiehler.
Dopo l'abbandono dello storico membro Claus Lessmann, i Bonfire, con il cantante statunitense David Reece alla voce, pubblicano due nuovi album (Glorious nel 2015 e Pearls nel 2016).
Nel 2016 lascia la band anche David Reece e i Bonfire ingaggiano al suo posto il giovane cantante Alex Stahl.
Con Stahl alla voce, i Bonfire ritrovano l'energia e lo smalto dei vecchi tempi, pubblicando altri quattro album (Byte the bullet nel 2017, l'album di cover Legends nel 2018, Temple of Lies nello stesso 2018 e Fistful of Fire nel 2020).
Nel 2021 pubblicano l'album "Roots", una raccolta dei migliori brani dei Bonfire in versione unplugged, oltre a 5 canzoni inedite.

## Formazione

### Formazione attuale
- Dyan Mair - voce (2022-oggi)
- Hans Ziller - chitarra (1985–1989, 1992-oggi)
- Frank Pané - chitarra  (2015-oggi)
- Ronnie Parkes - basso (2015-oggi)
- Fabio Alessandrini - batteria (2022-oggi)

### Ex componenti
- Alex Stahl - voce (2016-2022)
- Horst Maier-Thorn - chitarra (1985-1988, morto nel 2017)
- Claus Lessmann - voce (1985-1992, 1992-2015)
- Dominik Hülshorst - batteria (1985-1987; 2009-2012)
- Joerg Deisinger - basso (1985-1994)
- Edgar Patrik - batteria (1987-1994)
- Angel Schleifer - chitarra (1988-1997)
- Chris Lausmann - chitarra (1994-2002)
- Michael Bormann - voce (1993-1994)
- Jürgen Wiehler - batteria (1997-2009)
- Uwe Köhler - basso (1997-2015)
- Chris Limburg - chitarra (2002-2015)
- Harry Reischmann - batteria (2012-2015)
- David Reece - voce (2013-2016)
- Tim Breideband - batteria (2015-2019)

## Discografia

### Album in studio
- 1986 - Don't Touch the Light
- 1987 - Fireworks
- 1989 - Point Blank
- 1991 - Knock Out
- 1996 - Feels Like Comin' Home
- 1998 - Rebel Soul
- 1999 - Fuel to the Flames
- 2001 - Strike Ten
- 2003 - Free
- 2006 - Double X
- 2008 - The Räuber
- 2011 - Branded
- 2015 - Glorious
- 2017 - Byte the Bullet
- 2018 - Temple of Lies
- 2020 - Fistful of Fire

### Live
- 1993 - Live...The Best
- 2002 - Live Over Europe
- 2005 - One Acoustic Night
- 2007 - Double Vision
- 2011 - Fireworks... Still Alive
- 2013 - Live in Wacken

### Raccolte
- 1997 - Hot & Slow
- 2000 - Who's Foolin' Who
- 2001 - 29 Golden Bullets
- 2009 - You Make Me Feel
- 2013 - Schanzerherz
- 2016 - Pearls
- 2018 - Legends
- 2021 - Roots

### Singoli
- 1989 - Sword and Stone
- 1998 - Because It's Christmas Time
- 2003 - Tell Me What U Know
- 2004 - Schanzerherz
- 2010 - Deutsche Nationalhymne
- 2012 - Cry for Help EP
- 2012 - Treueband

## Videografia
- 1993 - The Best (VHS)
- 2001 - Golden Bullets (riedizione di The Best in DVD)
- 2005 - One Acoustic Night (Double DVD)
- 2007 - Double Vision (DVD)
- 2008 - The Rauber (Double DVD)